# Bernd Vetter
Bernd Vetter (* 28. Juni 1948 in Frankfurt/Main) ist ein deutscher Rechtsanwalt und ehemaliger Abgeordneter der Hamburgischen Bürgerschaft für die GAL.

## Wirken
Nach seinem Abitur 1966 auf dem humanistischen Alten Gymnasium in Bremen studierte Bernd Vetter von 1967 bis 1975 
Rechtswissenschaften in Hamburg und Bremen. Von 1976 bis 1979 schloss sich ein Referendariat in Hamburg an. Während dieser Zeit war er mehrere Jahre lang Vorsitzender des Personalrats der Gerichtsreferendare und Vertrauensmann der Gewerkschaft Öffentliche Dienste, Transport und Verkehr. Seit 1980 ist Vetter als Rechtsanwalt vornehmlich im Mietrecht tätig.
In den 1970er Jahren begann seine Tätigkeit in Mieterinitiativen und Stadtteilgruppen. Er zählt zu den Mitbegründern des Hamburger Mietervereins Mieter helfen Mietern und ist Mitautor des Handbuchs Mietrecht für Mieter. In der Bundespartei Die Grünen hatte er eine Reihe von Funktionen, unter anderem im Bundeshauptausschuss. Des Weiteren amtierte er im Hamburger Landesvorstand der Grün-Alternativen Liste Hamburg und im Bezirksvorstand Hamburg-Nord, 
1982 wurde Bernd Vetter als Abgeordneter in die Hamburger Bürgerschaft gewählt. Er arbeitete vor allem im Ausschuss für Verfassung, Geschäftsordnung und Wahlprüfung, im Rechtsausschuss und im parlamentarischen Untersuchungsausschuss Neue Heimat mit.
Ende Februar 1985 trat er in der Bürgerschaft zurück. Nach den damaligen Regularien der GAL sollten gewählte Mandatsträger innerhalb der Wahlperiode ihr Amt aufgeben, um weiteren Parteimitgliedern die Abgeordnetentätigkeit zu ermöglichen. So sollte ein Abheben der Politiker von der Basis möglichst vermieden werden. Sein Nachfolger wurde der Hafenfacharbeiter Thomas Kowsky. 
Als Rechtsanwalt erlangte Vetter einen überregionalen Bekanntheitsgrad, als er im Auftrag einer Mieterinitiative die Immobiliengesellschaft Bayerische Hausbau als Eigentümerin der "Esso-Häuser" in Hamburg wegen massiver Verstöße gegen das Hamburgische Wohnraumschutzgesetz (HmbWoSchG) in Form von „jahrelanger oder sogar jahrzehntelanger Vernachlässigung der Instandsetzungspflichten durch die Eigentümer“ anzeigte.